# La Chevauchée de la gloire
Pour plus de détails, voir Fiche technique et Distribution.
La Chevauchée de la gloire (The Three Musketeers) est un serial américain réalisé par Colbert Clark et Armand Schaefer, sorti en 1933.

## Synopsis
En Afrique du Nord, la Légion étrangère a fort à faire face aux rebelles Arabes dirigés par le mystérieux El Sheitan qui est à la tête du Cercle du Diable. Surtout qu’un traître semble les fournir en armes de contrebande.
Alors qu’un groupe de Légionnaires se retrouve acculé et massacré, l’intervention inespérée d’un pilote et de son avion permet à trois d’entre eux de survivre : Clancy, Renard et Schmidt. Ces « Trois Mousquetaires » surnomment leur sauveur d’Artagnan.
Ce pilote est le Lieutenant Tom Wayne. Lors d’une mission en France, il est chargé par son meilleur ami et frère de sa fiancée, le Lieutenant Armand Corday, de ramener plusieurs caisses. Celles-ci s’avèrent être pleines d’armes. Accusé de trahison, il réussit à fuir et à rejoindre l’Afrique pour demander des explications à Armand.
Arrivé sur place, Armand lui avoue être le traître mais il meurt assassiné avant d’avoir pu tout dévoiler. Maintenant accusé de meurtre, il doit fuir à nouveau. Dans sa fuite, il recroise la route des Trois Mousquetaires qui vont lui prêter main-forte pour découvrir El Sheitan et l‘amener devant la justice pour laver l’honneur de Wayne.

## Fiche technique
- Titre original : The Three Musketeers
- Titre français : La Chevauchée de la gloire, distribué en France en deux parties : Le Cercle de feu et Le Marathon de la mort
- Titre(s) français alternatif(s) : La Chevauchée victorieuse, Les Trois Mousquetaires, Les Trois Légionnaires[1]
- Réalisation : Colbert Clark et Armand Schaefer
- Scénario : Norman S. Hall, Colbert Clark, Barney A. Sarecky, Bennett Cohen, Wyndham Gittens, très librement inspiré des Trois Mousquetaires d'Alexandre Dumas
- Photographie : Tom Galligan, Ernest Miller, Edgar Lyons
- Son : Homer Ackerman
- Montage : Ray Snyder
- Musique : Lee Zahler
- Production : Nat Levine
- Société de production : Mascot Pictures
- Société de distribution : Mascot Pictures
- Pays d'origine :  États-Unis
- Langue originale : anglais
- Format : noir et blanc — 35 mm — 1,37:1 — son Mono (International Film Recording Co.)
- Genre : serial, film d'aventure
- Durée : 210 minutes
- Dates de sortie :
  - États-Unis : 7 avril 1933
  - France : 31 janvier 1947[1]
- Licence : Domaine public

## Distribution
- Jack Mulhall : Clancy
- Raymond Hatton : Renard
- Francis X. Bushman, Jr. (en) : "Dutch" Schmidt
- John Wayne : Lieutenant Tom Wayne
- Ruth Hall : Elaine Corday

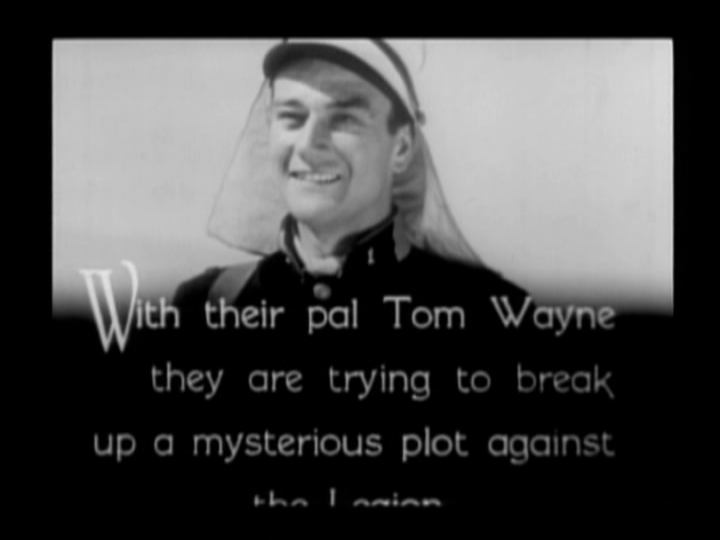
John Wayne

- Lon Chaney Jr. : Lieutenant Armand Corday
- Hooper Atchley (en) : El Kadur
- Gordon De Main : Colonel Duval
- Robert Frazer : Major Booth
- Noah Beery Jr. : Noah Stubbs
- Al Ferguson : Ali
- Edward Peil Sr. : Leon Ratkin
- William Desmond : Capitaine Boncour
- George Magrill : El Maghreb
- Robert Warwick : Colonel Brent
- Yakima Canutt : El Sheitan
- Émile Chautard : Général Pelletier
- Merrill McCormick : Ben Yosif

## Liste des chapitres
1. Le Cercle ardent (The Fiery Circle)
2. Un pour tous et tous pour un ! (One for All and All for One!)
3. Le Maître Espion (The Mastery Spy)
4. Pirates du Désert (Pirates of the Desert)
5. Les Fusils des Rebelles (Rebel Rifles)
6. Le Marathon de la Mort (Death's Marathon)
7. La Couleur de l'Acier (Naked Steel)
8. Le Maître attaque (The Master Strikes)
9. La Grotte fatale (The Fatal Cave)
10. Pris au Piège (Trapped)
11. La Valeur d'un Homme (The Measure of a Man)
12. La Gloire des Camarades (The Glory of Comrades)

Source :

## Tournage
Le serial a été tourné dans le désert des Mojaves et la prison de Yuma a servi de fort.

## Sortie
- Ce film a été remonté en 1946 en un film de 70 minutes sous le titre Desert Command.

## Éditions DVD
Les éditions Bach Films ont proposé l'édition DVD des douze chapitres du serial en 2013, en version originale sous-titrée.